# Martin Heipertz
Martin Karl Georg Heipertz (* 11. Dezember 1976 in Frankfurt am Main) ist ein deutscher Wirtschaftswissenschaftler, ehemaliger Politiker (Die Basis, zuvor CDU), Ministerialrat und Schriftsteller.

## Leben
Martin Heipertz wuchs in Kelkheim-Münster im Taunus auf. Der Sohn des ehemaligen ärztlichen Direktors der orthopädischen Universitätsklinik Friedrichsheim in Frankfurt Wolfgang Heipertz und dessen Frau, der Sportwissenschaftlerin und Autorin Christine Heipertz-Hengst, legte sein Abitur an der Bischof-Neumann-Schule in Königstein im Taunus ab. Einen Teil seiner Schulzeit verbrachte er in der Bloxham School in England.

### Beruflicher Werdegang
Nach Beendigung seiner Schulausbildung trat Heipertz den Wehrdienst an und ließ sich parallel zum Studium zum Offizier der Reserve ausbilden. Sein derzeitiger Dienstgrad ist Oberstleutnant der Reserve, beordert im Einsatzführungskommando der Bundeswehr.
In Oxford, Brügge, Paris und als Doktorand am Max-Planck-Institut für Gesellschaftsforschung studierte Heipertz Philosophie, Politik und Wirtschaftswissenschaften mit dem Abschluss als Dr. rer. pol. In Köln ist er außerdem Mitglied des Corps Franco-Guestphalia. Nach der Promotion ergriff er den Beruf als Ökonom bei der Europäischen Zentralbank in Frankfurt. 2008 diente er als Aufbauhelfer im Kosovo, gefolgt von einer Wehrübung im Planungsstab des Bundesministeriums der Verteidigung.
2009 wurde er Beamter der Europäischen Investitionsbank in Luxemburg, ehe er 2010 als stellvertretender Büroleiter von Wolfgang Schäuble in das Bundesministerium der Finanzen eintrat. Das Wirtschaftsmagazin Capital sah Heipertz Mitte 2011 unter den „Top 40 unter 40“ im Rahmen seiner regelmäßigen Ermittlung „Junge Elite“. Heribert Prantl bezeichnete Heipertz seinerzeit in der Süddeutschen Zeitung als Schäubles „Euro-Experten“. Ab 2012 war er im Bundesministerium der Finanzen persönlicher Referent des Staatssekretärs Thomas Steffen. Seit 2014 ist er Referatsleiter „Grundsatzfragen der europäischen Politik“ mit der Zuständigkeit unter anderem für den Brexit und Fragen zur Zukunft der Europäischen Union. Im Europawahlkampf 2014 war Heipertz von März bis Juni Berater von Jean-Claude Juncker.
Bis 2014 war er Mitglied des Körber-Netzwerks Außenpolitik der Körber-Stiftung. Er ist Lehrbeauftragter für Internationale Politik am Institut für Sozialwissenschaften der Humboldt-Universität zu Berlin. Darüber hinaus ist er Honorary Member des St Catherine’s College der University of Oxford sowie Altstipendiat der Europäischen Bewegung Deutschland.

### Autorentätigkeit
Neben seiner beruflichen Tätigkeit schreibt Martin Heipertz. Sein erstes Werk erschien 2011 bei der Berlin University Press unter dem Titel Der Tramp: Die Geschichte des Franz S. In seinem sozialromantischen Roman beschreibt er seine Begegnung mit dem Obdachlosen und Ex-Bankräuber Franz Drack alias Franz Sedlacek und dessen Lebensgeschichte. Heipertz und Drack lernten sich erstmals 2006 noch vor Ausbruch der Finanzkrise kennen. Das Buch wurde in verschiedenen deutschen und österreichischen Printmedien und Fernsehsendungen vorgestellt und besprochen. Unter anderem war er damit am 27. November 2011 in der WDR-Sendung West ART Talk zu Gast.
2017 veröffentlichte der serbische Verlag Albatros Plus Heipertz' Erfahrungsbericht über seine Zeit im Kosovo im Dienst der EU unter dem Titel „Machiato Diplomatija“.
Wissenschaftliche Aufsätze und Buchpublikationen Heipertz’ beinhalten unter anderem das in Kooperation mit Amy Verdun entstandene Buch Ruling Europe bei Cambridge University Press. Das Vorwort verfasste Jean-Claude Juncker. Der Ökonom Hermann Remsperger empfahl es im Feuilleton der Frankfurter Allgemeinen Zeitung im Mai 2010 als „lesenswerte Fallstudie zum Stabilitätspakt“. Mehrere Schriften verfasste Heipertz zusammen mit Amy Verdun, Politologin und Lehrstuhlinhaberin des Jean-Monnet-Lehrstuhls an der University of Victoria, Kanada.
2024 erschien im Frankfurter Westend Verlag das Buch Merkelismus – die hohe Kunst der flachen Politik.

### Politischer Werdegang
Mit 19 Jahren trat Martin Heipertz in die CDU Kelkheim ein. Nach seinem Berufseinstieg bei der Europäischen Zentralbank in Frankfurt engagierte er sich in der CDU Frankfurt unter anderem als Beisitzer im Vorstand des Stadtbezirksverbands Dornbusch und als Vorsitzender der Arbeitsgruppe „CDU2015“. Seit 2009 ist er Beauftragter des Generalsekretärs der CDU Hessen zum Aufbau des „virtuellen Netzwerks“ und seit Juni 2016 dessen Vorsitzender.
Für die Bundestagswahl 2017 unterlag er als Gegenkandidat von Norbert Altenkamp mit einer eigenen Kampagne für die Nominierung als Kandidat der CDU im Wahlkreis Main-Taunus mit 44,4 % der Stimmen.
Im April 2018 wurde er durch gemäßigte Vorstandsmitglieder der AfD-Bundestagsfraktion als Politischer Geschäftsführer ins Spiel gebracht. Teile der Fraktion, die dem Flügel der AfD zugerechnet werden, lehnten ihn jedoch vehement ab, weil er im Sommer 2015 aus christlichen Motiven eine Willkommensinitiative mitbegründete, die EU und den Euro grundsätzlich befürwortet, ebenso die NATO befürwortet und die Rolle Russlands hingegen kritisch sieht. Die Stelle des Politischen Geschäftsführers der AfD-Fraktion im Bundestag konnte seither nie mehr besetzt werden. Im September 2018 veröffentlichte er in seiner Funktion als Vorsitzender des Virtuellen Netzwerks der CDU Hessen den Entwurf eines Positionspapiers zur Erneuerung der CDU, der anschließend u. a. auf dem von Sven von Storch geleiteten Autorenblog Die Freie Welt vorgestellt wurde. Hierin forderte er eine „Erneuerung der CDU“ und wendet sich gegen „multikulturelle Traumwelten“ und das „dramatische Anwachsen ethnischer und religiöser Minderheiten“. Vom 24. Juli 2018 bis 17. Juni 2020 war Heipertz Mitglied des Vereins Werteunion und gehörte vom 12. September 2018 bis zum 15. Februar 2020 zu deren Landesvorstand Berlin sowie vom 15. Juni 2019 bis zum 15. Februar 2020 zum Bundesvorstand. Beide Vorstandsämter legte er am 15. Februar 2020 nieder, um einen Vorwahlkampf zur Nominierung als Bundestagskandidat im Bundestagswahlkreis Frankfurt am Main I anzugehen. Er schied bereits im ersten Wahlgang mit 12 von 131 Stimmen (9,16 %) aus. Heipertz ist außerdem Mitbegründer der CDU-Mitgliederinitiative „Die Basis“.
Am 20. März 2021 nahm Heipertz an einer Querdenken-Demonstration in Kassel teil. Heipertz warnte dort in einer Rede vor Impfungen gegen COVID-19, da angeblich „alle derzeit verfügbaren Impfstoffe auf Abtreibungen beruhen“. Die Frankfurter CDU beantragte daraufhin ein Parteiausschlussverfahren. Ende April 2021 wurde er Mitglied der Partei „Die Basis“. Für diese trat er bei der Bundestagswahl 2021 als Direktkandidat im Bundestagswahlkreis Frankfurt am Main I an, zog aber nach unterlegener Wahl nicht in den Bundestag ein. Im September 2023 trat Heipertz aus der „Basis“ wieder aus.

## Publikationen
Fachpublikationen (Auswahl):
- How strong was the Bundesbank? A case study in the policy-making of German and European Monetary Union. In: CEPS Working documents, 2001, S. 172.
- The Stability and Growth Pact – Not the best but better than nothing. Reviewing the debate on fiscal policy in Europe's Monetary Union. (Working Paper 03/10) Max-Planck-Institut für Gesellschaftsforschung (Hrsg.), 2003.
- mit Amy Verdun: The Dog that would never bite? The past and future of the Stability and Growth Pact. (Working Paper 03/12) Max-Planck-Institut für Gesellschaftsforschung, 2003.
- mit Amy Verdun: The Dog that would never bite? What we can learn from the Origins of the Stability and Growth Pact. Max-Planck-Institut für Gesellschaftsforschung (Hrsg.);in: Journal of European Public Policy, 11(5), 2004, S. 765–780.
- Der Europäische Stabilitäts- und Wachstumspakt. Institutionendesign im Selbstbindungsdilemma. Dissertation, Universität Köln, 2005.
- mit Amy Verdun: The Stability and Growth Pact. Theorizing a Case in European Integration. Max-Planck-Institut für Gesellschaftsforschung (Hrsg.); in: Journal of Common Market Studies, 43(5), 2005, S. 985–1008.
- mit Sebastian Hauptmeier und Ludger Schuknecht: Expenditure reform in industrialised countries. A case study approach. Zentrum für Europäische Wirtschaftsforschung, Mannheim / Europäische Zentralbank, Frankfurt am Main 2006. (online)
- mit Amy Verdun: The Dog that would bark but never bite? Origins, Crisis and Reform of Europe's Stability and Growth Pact. In Francisco Torres, Amy Verdun, Hubert Zimmermann (Hrsg.): EMU Rule. Nomos Verlagsgesellschaft, Baden-Baden, 2006, S. 115–135.
- mit Amy Verdun: Ruling Europe. The Politics of the Stability and Growth Pact. [Vorwort von Jean-Claude Juncker] Max-Planck-Institut für Gesellschaftsforschung (Hrsg.), Cambridge University Press, 2010.
- Martin Heipertz: Merkelismus – Die hohe Kunst der flachen Politik. Westend, Frankfurt 2024, ISBN 978-3-86489-474-9.

Belletristik:
- Der Tramp. Die Geschichte des Franz S. (Roman) Berlin University Press, 2011. ISBN 978-3-86280-011-7
- Macchiato Diplomacy – Kosovo im toten Winkel Europas. Albatros Plus, 2017.
- Von einem, der auszog, einen Staat aufzubauen. Springe : zu Klampen!, 2021.